# Воробйов Євген Олексійович
Євген Олексійович Воробйов (нар. 23 серпня 1945 — 6 серпня 2011) — відомий український науковець, педагог, громадський діяч, клініцист, терапевт, кандидат медичних наук, професор. Заслужений лікар України. Проректор з питань післядипломної освіти, завідувач кафедри факультетської терапії Української медичної стоматологічної академії, академік Української академії наук.

## З життєпису
Випускник Харківського медичного інституту. Учень та послідовник харківської наукової школи професора Почепцова В. Г.[джерело не вказане 1765 днів]
Підготував не одне покоління вітчизняних лікарів. Працюючи на посаді проректора з науково-педагогічної та лікувальної роботи, постійно надавав консультативну та медичну допомогу мешканцям і лікарям сільських регіонів Полтавщини[джерело не вказане 1765 днів]. Безпосередньо брав активну участь у становленні Полтавського медичного стоматологічного інституту, а згодом і Української медичної стоматологічної академії[джерело не вказане 1765 днів].
Спільно з Республіканським методичним кабінетом з вищої освіти МОЗ УРСР та Донецьким медичним інститутом зробив значний внесок у розробку та впровадження в Україні системи контролю за якістю підготовки лікарів[джерело не вказане 1765 днів].
Автор понад 60 наукових праць та трьох винаходів в галузі медицини, присвячених питанням діагностики, клініки та лікування професійних захворювань.

## Нагороди
- Почесна грамота Кабінету Міністрів України
- Почесна грамота Міністерства охорони здоров'я України (двічі)
- Почесна грамота Міністерства освіти і науки України
- Нагрудний знак МОН України «Відмінник освіти».

## Вибрані праці
Підручники та посібники
- Загальна фізіотерапія: підручник для студ. мед. фак. вищ.мед. навч. закладів III—IV рівнів акредитації / Євген Олексійович Воробйов, Ольга Володимирівна Новак. — Полтава, 2002. — 247 с.
- Внутрішні хвороби. Диференціальний діагноз і лікування хворих: [навчальний посібник для студентів вищих мед. навч. закладів III—IV рівнів акредитації] / за ред. Є. О. Воробйова, М. А. Дудченка, В. М. Ждана ; Є. О. Воробйов, М. А. Дудченко, В. М. Ждан та ін. ; МОЗ України, УМСА. — Полтава, 2004. — 362 с.
- Туберкульоз: навчальний посібник для сімейних лікарів / В. М. Ждан, А. Г. Ярешко, Є. О. Воробйов та ін. — Полтава, 2010. — 179 с.

Статті
- Виразкова хвороба в терапевтичній та хірургічній практиці / М. О. Дудченко, Є. О. Воробйов [та ін.] // Хірургія України. — 2004. — № 2 (10). — С. 87–90.
- Шляхи оптимізації проведення лікарської виробничої практики з внутрішньої медицини у студентів 4 курсу медичних вузів в умовах болонського процесу / Є. О. Воробйов [та ін.] // Медична освіта. — 2011. — № 3. — С. 55–58.

Інше
- Українська медична стоматологічна академія. 1921—2001. Історико-публіцистичний нарис / кер. авт. кол. і гол. ред. М. С. Скрипніков ; автор. кол. : З. О. Борисова, Є. О. Воробйов, Н. А. Германчук [та ін.] ; МОЗ України. — Полтава: Дивосвіт, 2001. — 325 с